# 中間站 (日本)

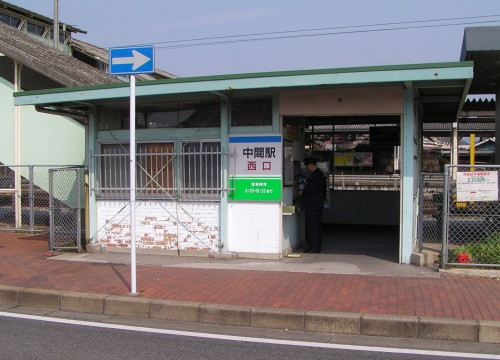
西出口（2007年3月）

中間站（日语：／ Nakama eki */?）是位於福岡縣中間市中央二丁目12番12號，九州旅客鐵道（JR九州）的筑豐本線（福北豐線）車站。車站編號為JC25。

## 歷史
- 1891年（明治24年）8月30日：筑豐興業鐵道（日语：筑豊興業鉄道）（在1891年8月，公司改名為筑豐鐵道）若松站至直方站之間開通，此站啟用[1][3]。當時該區間中途站只有拆尾站和此站。
- 1893年（明治26年）6月20日：黑崎至此站之間的短路線開通。
- 1897年（明治30年）10月1日：筑豐鐵道被九州鐵道（第一代）收購[4]。
- 1907年（明治40年）7月1日：九州鐵道（第一代）被國有化，由帝國鐵道廳管理。此站成為筑豐本線車站。
- 1908年（明治41年）7月1日：此站至香月之間的貨物支線（後來為香月線）開通[3]。
- 1911年（明治44年）10月1日：香月線開設旅客業務[3]。
- 1974年（昭和49年）3月5日：結束貨物起卸業務。
- 1985年（昭和60年）4月1日：香月線全線廢止[1]。
- 1987年（昭和62年）4月1日：伴隨國鐵分割民營化，車站由九州旅客鐵道（JR九州）營運。
- 2009年（平成21年）3月1日：此站可以使用IC卡「SUGOCA」[5]。
- 2011年（平成23年）2月1日：車站加設置升降機[6]。
- 2017年（平成29年）3月4日：若松站至新入站之間（折尾站除外）10座站一同引入車站遠端資訊系統（Smart Support Station）（日语：駅集中管理システム）「ANSWER」。但是在早上繁忙時間（6:30-8:30）設有車站職員當值[7][8]。

## 車站構造
車站是一座地面車站，設有1面1線的單式月台和1面2線的島式月台。車站大樓位於單式月台東邊。各月台之間設有跨線橋連接。在跨線橋上設有連接車站西邊的通道，在車站西邊也有車站大樓（西出口）。此站曾經設有中線。
此站是業務委託車站，在東邊車站大樓設有綠色窗口（設有MARS系統）。在2017年3月4日起，車站職員當值時間只在早上6時30分至8時30分之間，其餘時間沒有車站職員當值。在西出口車站大樓設有1台自動售票機，東邊車站大樓也有自動售票機。
在2010年秋天，國家、JR與中間市達成協議，於車站開始建設升降機。在翌年春天，2部升降機落成啟用。

### 月台
| 月台 | 路線     | 上下行 | 方向           | 備註                             |
| ---- | -------- | ------ | -------------- | -------------------------------- |
| 1    | 福北豐線 | 下行   | 鞍手、直方方向 |                                  |
| 2    | 福北豐線 | 上行   | 黑崎、小倉方向 | 直通至鹿兒島本線方向的列車使用   |
| 3    | 福北豐線 | 上行   | 折尾、若松方向 | 從折尾站出發或若松線直通列車使用 |

## 使用狀況
在2018年度的1日平均乘車人次為1,762人。
在2018年度的1日平均乘車人次為1,764人。
| 乘車人次變化 | 乘車人次變化 |
| 年次         | 1日平均人次  |
| ------------ | ------------ |
| 2003年       | 2,383        |
| 2004年       | 2,279        |
| 2005年       | 2,147        |
| 2006年       | 2,092        |
| 2007年       | 2,093        |
| 2008年       | 2,045        |
| 2009年       | 1,978        |
| 2010年       | 2,012        |
| 2011年       | 1,979        |
| 2012年       | 1,988        |
| 2013年       | 1,994        |
| 2014年       | 1,979        |
| 2015年       | 1,895        |
| 2016年       | 1,878        |
| 2017年       | 1,808        |
| 2018年       | 1,762        |

| 乘車人次變化 | 乘車人次變化 |
| 年度         | 1日平均人次  |
| ------------ | ------------ |
| 2016年       | 1,868        |
| 2017年       | 1,783        |
| 2018年       | 1,764        |

## 車站周邊
此站鄰近昭和町商店街，曾經為中間市的繁華商店街。現在市中心Shoppers Mall中間遷移至蓮花寺地區。在中間站至筑豐電鐵通谷站之間設有「親睦大通」道路，在該路上設有中央公民館、市民圖書館、中間和諧堂、市立醫院等公共設施，以及也設有銀行、娛樂設施和餐廳等商業設施。有許多市內外的人們到訪。
另一方面，在車站以南方向設有，在沿路為前香月線遺址，以及來自世界各地的石像複製品。在路上設有沒有屋頂的博物館。在古時解作「關聯、共同、協作」意思。該道路名稱取自由於在煤炭商業全盛時期，同事的兄弟姉妹會經常進行分享東西而得名。
另外，最接近中間市政廳的車站是鄰站筑前垣生站。
- 中央公民館
- 中間市民圖書館
- 中間和諧堂
- 中間市立醫院
- 筑豐電氣鐵道 通谷站（步行15分鐘）
- 中鶴團地
- 岡部雲母工業所（日语：岡部マイカ工業所）
- 福岡縣道203號中間水卷線（日语：福岡県道203号中間水巻線）

## 巴士路線
在東出口處設有「JR中間站前」巴士站，西出口處設有「中間站西口」巴士站。均由西鐵巴士北九州運行。有一些巴士路線行經兩巴士站。巴士路線主要途經附近住宅區。
- 高速：JR中間站前 - 西鐵天神高速客運總站（中間號（日语：福岡 - 北九州線#なかま号））
- 61：JR中間站前 - 通谷電停 - 筑鐵中間
- 61：JR中間站前 - 鳥森 - 筑鐵中間
- 67：JR中間站前 - 岩瀨東町 - 中鶴北部 - 中間站西口 - 新手 - 筑鐵中間、香月營業所（日语：西鉄バス北九州・香月自動車営業所）
- 67：中間站西口 - 中鶴北部 - 岩瀨東町 - JR中間站前 - 通谷電停 - 筑鐵中間、香月營業所

## 相鄰車站
九州旅客鐵道（JR九州）
 福北豐線（筑豐本線）
■快速（只有下行班次）、■普通
東水卷（JC25）－中間（JC24）－筑前垣生（JC23）

### 曾經存在的路線
日本國有鐵道
香月線
中間－新手

## 注腳

### 使用狀況
1. 1 2  中間統計（道路・交通・通信） JR九州的上落車人次
2. 1 2   (PDF). 九州旅客鉄道.   [2018-07-13]. （原始内容存档 (PDF)于2019-12-06） （日语）.

## 外部連結
- 中間（車站資訊） - 九州旅客鐵道（日語）